# Family Law
Family Law is een Amerikaanse dramaserie. Hiervan werden 68 afleveringen gemaakt die oorspronkelijk van 20 september 1999 tot en met 27 mei 2002 werden uitgezonden op CBS.
Family Law won in 2001 een Genesis Award voor de aflevering 'Family Values'. Actrice Dana Delany werd datzelfde jaar genomineerd voor een Primetime Emmy Award voor een eenmalige gastrol als Mary Sullivan, in een aflevering getiteld 'Safe At Home'.

## Uitgangspunt
Wanneer de man van advocate Lynn Holt haar verlaat, neemt hij ook vrijwel alle collega's en cliënten van hun kantoor met zich mee. Ze begint opnieuw door een eigen advocatenkantoor te openen.

## Rolverdeling
*Alleen acteurs die verschenen in meer dan tien afleveringen zijn vermeld
- Kathleen Quinlan - Lynn Holt
- Dixie Carter - Randi King
- Christopher McDonald - Rex Weller
- Salli Richardson-Whitfield - Viveca Foster
- Julie Warner - Danni Lipton
- Cristián de la Fuente - Andres Diaz
- Tony Danza - Joe Celano
- David Dorfman - Rupie Holt
- Meredith Eaton - Emily Resnick
- Michelle Horn - Cassie Holt